# Heinrich Georg Henneberg
Heinrich Georg Henneberg (* 1669; † 19. Februar 1717 in Braunschweig) war ein deutscher Postmeister und Nachrichtenagent. Er gründete die Küchenpost zwischen Braunschweig, Hamburg und Blankenburg.

## Leben und Werk

Posthaus Gördelingerstraße 44

Henneberg arbeitete seit 1690 im Postdienst und war von 1692 bis 1704 im Postbüro des von Platenschen Postmeisters Johann Wolfgang Polich in Braunschweig tätig. Dort schied er im Streit aus und wurde 1705 herzoglicher Postkammerschreiber. Im Jahre 1706 erteilte Herzog Anton Ulrich ihm und dem Kommissar Wolff in Hamburg den Auftrag, eine private Küchenpost zwischen Braunschweig und Hamburg einzurichten. Die herzogliche Verleihungsurkunde gestattete den beiden Unternehmern die Beförderung von Reisenden, Paketen, Briefen, Geldsendungen sowie von Lebens- und Genussmitteln – daher die Bezeichnung „Küchenpost“ – aus Hamburg für die Hofhaltung in Wolfenbüttel. An den braunschweigisch-lüneburgischen Erbpostmeister Franz-Ernst von Platen hatten Henneberg und Wolff eine jährliche Abgabe von 100 Talern zu zahlen. Ferner mussten sie bestimmte Beförderungstarife einhalten, wobei die Sendungen für den Hof Ermäßigungen erhielten. Die Küchenpost wurde seit 1712 in Braunschweig in der Gördelingerstraße 44 abgefertigt, wo Henneberg ein Postkontor hatte erbauen lassen. Das Haus blieb bis 1871 im Besitz der Familie Henneberg. Nach dem Tod des Postmeisters Polich in Braunschweig setzte zunächst dessen Witwe das Amt bis zum Ablauf der Pachtzeit fort, bevor Henneberg 1713 auch den von Platenschen Postdienst übernahm und zum fürstlichen Postmeister ernannt wurde. Die Abfertigung dieser Post verlegte Henneberg in sein Haus. Die Küchenpost, die 1717 um eine Route nach Blankenburg erweitert wurde, blieb daneben als selbstständiges Unternehmen bestehen. Das Hennebergsche Postkontor übernahm zusehends die Funktion eines Nachrichtenbüros, das den Herzögen Anton Ulrich, August Wilhelm und Ludwig Rudolf, aber auch Gottfried Wilhelm Leibniz politische Nachrichten lieferte. Der erhaltene Briefwechsel zwischen Henneberg und dem Gelehrten Leibniz belegt, dass dieser einen Teil seiner Korrespondenz durch Henneberg befördern ließ. Henneberg führte die Titel eines kaiserlichen, spanischen und russischen Agenten.

## Nachleben

### Postdienst
Nach Hennebergs Tod 1717 führte seine Witwe Regina Henneberg die Verwaltung der Küchenpost und der von Platenschen Post weiter, bis der Pachtvertrag mit dem Grafen von Platen 1719 auslief. Neuer Pächter des von Platenschen Postdienstes wurde der Hofpostmeister Meyer, der die Abfertigung in die Breite Straße 19 verlegte. Die Hamburger Küchenpost überließ die Agentin Henneberg am 2. April 1722 dem Grafen von Platen gegen eine Entschädigung. Dieser Vertrag endete bereits 1725 nach einem Vertragsverstoß der Witwe Henneberg, da sie die neu eingerichtete fürstliche Postkutsche nach Leipzig übernommen hatte. Als der Pachtvertrag des Hofpostmeisters Meyer 1731 auslief, bewarb sich auch Regina Henneberg um die Übernahme des von Platenschen Postdienstes. Dies wurde 1732 vom Herzog abgelehnt. Ihrem Sohn Ulrich Henneberg wurde jedoch mit Vertrag vom 28. März 1732 die Spedition der Hamburger Küchenpost und der Blankenburger Postkutsche, die jetzt beide als fürstliche Posten galten, übertragen.

### Familie
Bekanntestes Mitglied der Familie Henneberg war Heinrich Georgs Enkel Friedrich Henneberg, braunschweigischer Staatsmann und von 1808 bis zu seinem Tode 1812 Präfekt des Départements Oker.
Eine weitere familiäre Verbindung gibt es zu Jenny von Westphalen, der Ehefrau von Karl Marx. Die Hennebergstraße in Braunschweig ist nach Heinrich Georgs Ur-Urenkelin Wilhelmine Henneberg benannt.